# 4imprint
4imprint Group plc er en britisk London-baseret leverandør af promoveringsmerchandise.
Virksomheden blev etableret af Dick Nelson som Nelson Marketing i Logansport, Indiana i 1985.